# Fludarabin
Fludarabin ist ein Zytostatikum aus der Gruppe der Purinanaloga.

## Eigenschaften
Fludarabin oder Fludara (Fludarabin-5-dihydrogenphosphat) ist ein fluoriertes Nukleotid-Analogon von Vidarabin und gehört zur Gruppe der Purin-Analoga. Es enthält – im Gegensatz zu den meisten Nukleotiden – anstelle der β-D-Ribofuranose die β-D-Arabinofuranose. Ferner ist das Adenin in 2-Stellung mit Fluor substituiert.
Fludarabin wird nach intravenöser Gabe in den Körperzellen zum aktiven Metaboliten Fludarabin-ATP phoshoryliert. In dieser Form ist es eigentlich wirksam. Es verhindert hierbei die DNA-Synthese durch Hemmung der Ribonukleotidreduktase und DNA-Polymerase. Außerdem wird das Fludarabin-Nukleotid in die DNA eingebaut und führt damit zur Apoptose der Zelle. Fludarabin weist somit zytotoxische Eigenschaften auf.

## Verwendung
Fludarabin wird zur Behandlung von niedrigmalignen Non-Hodgkin-Lymphomen, von akuten Leukämien und der Chronisch-lymphatischen-Leukämie (CLL) eingesetzt.

## Nebenwirkungen
Hauptnebenwirkungen sind eine oftmals ausgeprägte Myelosuppression und Immunsuppression, die zu einer erhöhten Anfälligkeit auf Infekte führt.
Durch eine häufig vorkommende Knochenmarksuppression können Anämie, Thrombozytopenie und Neutropenie auftreten. Es werden häufig CD4+-Helferzellen, CD8+-Suppressorzellen und natürliche Killerzellen (NK-Zellen) sowie die Immunglobuline reduziert.
Außerdem können wie bei anderen Zytostatika Übelkeit, Appetitlosigkeit, Schwächegefühl und Fieber auftreten.